# Эшу (Пернамбуку)
Эшу (порт. Exu) — муниципалитет в Бразилии, входит в штат Пернамбуку. Составная часть мезорегиона Сертан штата Пернамбуку. Входит в экономико-статистический микрорегион Арарипина. Население составляет 30 569 человек на 2006 год. Занимает площадь 1494 км². Плотность населения — 22 чел./км².
Праздник города — 8 сентября.

## История
Город основан в 1907 году.

## Статистика
- Валовой внутренний продукт на 2004 год составляет 78 614 000 реалов (данные: Бразильский институт географии и статистики).
- Валовой внутренний продукт на душу населения на 2004 год составляет 2406 реалов (данные: Бразильский институт географии и статистики).